# Trg svetog Marka, Venecija
Trg svetog Marka (tal. Piazza San Marco), glavni trg u Veneciji u Italiji.
To je i jedini trg u Veneciji, svi ostali trgovi u Veneciji se, zbog manje veličine, ne zovu piazza (trg) nego campi (polja). To je prostor trapezoidnog oblika dug 170 metara, omeđen objektima poput neke kazališne scene.
Za taj trg je navodno sam Napoleon rekao da je "najljepši salon Europe". Neki osporavaju da je to zaista izrekao Napoleon (već da je to izrekao pjesnik Alfred de Musset) u svakom slučaju to je jedan od najljepših trgova na svijetu, koji od ranog srednjeg vijeka "očarava" svojom ljepotom i harmonijom ". Danas je jedan od rijetkih velikih urbanih prostora u Europi (i svijetu) gdje je ljudski glas jači od zvučne kulise automobila, jer Venecija nema automobile
Trg je nastao već u 9. st., tada je to bio manji trg ispred stare bazilike sv. Marka. Zbog velikog i važnog sastanka pape Aleksandra III. i cara Fridrika I. Barbarosse koji se trebao održati u Veneciji, trg je 1177. godine značajno uvećan i dobio je današnje konture, da se dobije teren za trg, zatrpana je mala luka i kanal Batario (Rio Batario), koji su do tada izolirali Duždevu palaču od trga.
Zvonik na trgu je odlični orijentir, a Trg sv. Marka je središnje mjesto za okupljanje u Veneciji, trg je vrlo popularan među turistima, fotografima, i venecijanskim golubovima.
Trg svetog Marka je oduvijek bio središte Venecije. U njemu su bili svi važni uredi mletačke države, tu je i sjedište nadbiskupije od 19. stoljeća. Na trgu se održavaju i s njega počinju brojne venecijanske tradicijske svečanosti (Regata Storica, Festa della Sensa/Sposalizio del Mare, Festa di San Marco).

## Povijest trga
Današnji oblik trga je rezultat sukcesivnih proširenja i promjena koje su se zbivale stoljećima. Izvorno taj prostor bio je namijenjen za vrt, preko kojeg je išao kanal Batario, koji se nadovezivao na današnje kanale Zecca i Cavalletto. Prvobitni Knežev dvor, bio je prava utvrda s ugaonim obrambenim tornjevima, potpuno okružen kanalima a na prostoru današnjeg trga bila je mala luka za utovar i istovar robe.
Od 828. godine, kad je su dopremljene relikvije sv. Marka u Veneciju i izgrađena prva bazilika sv. Marka, taj teren je počeo dobivati karakteristike središta grada.
976. godine cijelo područje, s bazilikom i kneževim dvorom je izgorjelo, ali je već 978. crkva obnovljena. Današnja bazilika potječe iz 1050. – 1094. godine, iz treće izgradnje bazilike. U tom vremenu trg je još uvijek bio omeđen kanalom Batario (koji se nalazio iza nekadašnje crkve San Geminiano) i uljevao u mali zaljev (luku) Duždeve palače (Palazzo Ducale).
Godine 1156., za vladavine 38 dužda Vitalea II. Michiela, kanal (Rio Batario) je zatrpan, tako je dobiven prostor ispred Duždeve palače (Palazzo Ducale), današnja Piazzetta.
1172., za vrijeme vladavine dužda Sebastiana Ziania, trg je bio dodatno proširen kako bi napravili mjesta za nove monumentalne zgrade, tada je izgrađena crkva San Geminianona suprotnoj strani od bazilike sv. Marka također su postavljena 
dva velika granitna stupa (iz Konstatinopolisa) na molu, oni su označavali monumentalni ulazak u prostor sv. Marka (Marciana).
Na jedan od stupova postavljen je krilati lav, simbol sv. Marka, a na drugi je postavljen kip sv.Teodora, prvog zaštitnika Venecije. Tako je prostor podijeljen na dva kvadrata, jedan ispred bazilike, te drugi za dovršetak palače i trijumfalni pristup moru.
Nakon Četvrtog križarskog rata i osvajanja Konstatinopolisa 1204. godine, u Veneciju su dopremljena (ukradena) brda mramora i umjetničkih djela koja danas krase baziliku i trg. Tom prigodom su doveženi i konji (Cavalli di San Marco) koji su postavljeni na baziliku sv. Marka, i grupa tetrarha koja danas resi Duždevu palaču.
Napokon, 1264. godine trg je popločen ciglama položenim po uzorku riblje kosti.
Između 1301. i 1442., na trgu se provode kontinuirani i veliki radovi, Palazzo Ducale postupno gubi svoj obrambeni karakter i dobiva današnji izgled.
Između 1495. i 1517. podignute su Procuratie Vecchie i Torre dell'Orologio, istovremeno je tekao postupak iseljenja svih vrtova i skladišta, koji su se još uvijek nalazili na trgu. Između 1536. i 1540. Sansovino je podignuo zgrade knjižnice i Loggetta (lože) u podnožju zvonika. Između 1582. i 1640. podignute su Procuratie Nuove.
1722. godine postavljena su dva kipa na Piazzetti dei Leoncini. 1723. trg je iznova popločen, ovaj put ne ciglama već kamenim pločama, i ornamentima od bijelog mramora, po projektu Andrea Tiralia.
Konačno 1807. u vrijeme Napoleonove okupacije grada,  srušena je crkva San Geminiano na sjevernoj strani trga i izgrađeno je krilo zvano Ala Napoleonica (ono je poznato i kao Kraljevska palača/Palazzo Reale ili Procuratie Nuovissime), time je Trgu sv. Marka dat konačni izgled.
U ranim jutarnjim satima u ponedjeljak, 14. srpnja 1902. zvonik sv. Marka, koji je već bio vidljivo ispucan, iznenada se srušio, istovremeno je teško oštećena Loggetta, i ugaoni dio Nacionalne knjižnice sv. Marka (Biblioteca Marciana).

## Opis trga
Trg svetog Marka zapravo se sastoji od tri dijela:
- Piazza (Trg) to je trapezoidna površina ograđena Prokurativama (Procuratie Vecchie, Procuratie Nuove i Procuratie Nuovissime) i Toranj sa satom (Torre dell'orologio), u dnu trga nalazi se bazilika svetog Marka a ispred zvonik bazilike sv. Marka (Campanile) s Loggettom.
- Piazzetta (ili Piazzetta San Marco), je manji trg u nastavku glavnog dijela trga s južne strane ispred Duždeve palače (Palazzo Ducale) i Nacionalne knjižnice sv. Marka (Biblioteca Marciana), tu se nalaza i dva granitna stupa koji tvore ulazni prostor za one koji dolaze s mora.
- Piazzetta dei Leoncini (doslovno trgić s lavovima) dodatak trgu sa zapadne strane bazilike i pogledom na Nadbiskupsku palaču (Palazzo Patriarcale), trg je nazvan tako po dva kipa lavova koji se nalaze na njemu.

### Objekti na trgu
Trgom dominira bazilika svetog Marka sa svojim odvojenim zvonikom (Campanile) i Duždeva palača koji stoji pored njega.
Objekti na trgu gledajući od; Velikog kanala (Canal Grande) (u suprotnom smjeru od kazaljke sata) su; Duždeva palača (Palazzo Ducale), bazilika svetog Marka, Toranj sa satom (Torre dell'orologio), Procuratie Vecchie (Stari uredi), napoleonsko novo (sjeverno) krilo prokurativa, Procuratie Nuove, zvonik bazilike sv. Marka (Campanile) s Loggettom i zgrada Nacionalne knjižnice sv. Marka (Biblioteca Marciana). Dobar dio prizemlja Prokurativa danas (ali i jučer) zauzimaju kavane i trgovine, među kavanama su svakako najpoznatije (i jedine); Caffè Florian i Gran Caffè Quadri. U gornjim katovima Prokurativa smješteni su muzeji; Muzej Correr i Arheološki Muzej. Zgrada Zecca (Mletačka kovnica) nalazi se iza Nacionalne knjižnice sv. Marka (Biblioteca Marciana) na rivi Canala Grande.
Za vrijeme francuske okupacije Venecije iz 1797., Napoleon je pretvorio južno krilo prokurativa - Procuratie Nuove u vlastitu rezidenciju. On je dao izgraditi novo sjeverno krilo prokurativa, kojim je trg vizualno zatvoren istim tipom objekta, zbog tog proširenja, srušena je Crkva sv. Geminiana, koju je izgradio Jacopo Sansovino. To novo krilo prokurativa - Ala Napoleonica, projektirao je Giuseppe Soli 1810. Napoleonski dodatak prokurativama, je zadnji objekt podignut na Trgu sv. Marka, ne računajući zvonik koji se srušio 1902. te je obnovljen u skladu sa svojim izvornim oblikom 1912. godine.
Trg svetog Marka bio je inspiracija za mnoge druge javne površine širom Europe i svijeta, Bajamontijev Splitski Trg Republike je preslika Trga svetog Marka, arhitekt Minoru Yamasaki imao je na umu Trg svetog Marka kad je projektirao J. Austin Tobin Plazu u srušenom World Trade Centru u New Yorku (11. rujna 2001.)

### Popločenje trga
Trg svetog Marka bio je popločen već krajem 12. stoljeća s ciglama slaganim poput riblje kosti. Svijetle kamene trake, prekidale su taj uzorak i tekle su paralelno s uzdužnom osi trga. Te svijetle uzdužne kamene trake su vjerojatno koristile pri postavljanju klupa za tržnih dana i organiziranje čestih svečana procesija. To originalno popločenje trga može se vidjeti na slikama iz kasnog srednjeg vijeka, sve do renesanse, poput slike Bellini - Procession in St. Mark's Square (Galleria dell'Accademia, Venice).jpg Procesija na trgu sv. Marka Gentilea Bellinija iz 1496. godine.
Godine 1723. cigle su zamijenjene sa složenijim geometrijskim opločenjem kojeg je projektirao venecijanski arhitekt Andrea Tirali.
Danas malo znamo o što je bila misao vodilja kojom se Tirali vodio kod projektiranja tog uzorka. Neki misle da je uzorak isto tako korišten kao markacija za organizaciju prostora trga, kad se on pretvarao u tržnicu na otvorenom. Drugi su pak mišljenja da je Tirali bio inspiriran orijentalnim sagovima, koji su tad bili vrlo popularni i vrlo luksuzni predmeti u Veneciji.
Popločenje je bilo napravljeno od uzorka koji se sastojao od jednog polja tamnog kamena, vulkanskog trahita i bijelog istarskog kamena sličnog travertinu. Kvadrati od dijagonalno postavljenih blokova bili su zamijenjeni pravokutnim i ovalnim geometrijskim uzorcima. Kvadrati su se smanjivali prema središtu trga, gdje su postavljene cijevi ispod plohe trga za odvodnju oborinskih voda. Uzorak je vizualno povezivao glavni portal bazilike sv. Marka sa sredinom trga.
Novo opločenje trg je povisilo za skoro jedan metar, time su otklonjene poplave (tada) a dobiven je i prostor za postavljanje kanalizacijskih cijevi kojima su oborinske vode odvođene do Velikog kanala (Canal Grande).
1890. godine, temeljito je obnovljeno kameno opločenje Trga sv. Marka zbog oštećenja koja su bila velika (rupe, ispucali kameni blokovi). Novi dizajn opločenja vjerno je slijedio Tiralijev, - samo što su potpuno odbačeni ovali a odstranjeni su i zapadni rubovi

### Piazzetta
Piazzetta (doslovno prevedeno: trgić) je dio Trga sv. Marka, to je prostor između Duždeve palače i 
Nacionalne knjižnice sv. Marka (Biblioteca Marciana) arhitekta Jacopa Sansovina. U tom dijelu trg je otvoren prema laguni i Canal Grandeu, na njemu se nalaze i dva velika bizantska kamena stupa (donesena iz Konstatinopolisa) na čijim se vrhovima nalaze kipovi dva venecijanska pokrovitelja, sv. Marka i Teodora, koji stoje na rivi, pored vode kanala. Na jednom je kip lava simbol sv. Marka a na drugom je kip sv.Teodora iz Amesije, Santodaro kako ga zovu Venecijanci, koji stoji na svetom krokodilu iz Egipta, on je bio prvi zaštitnik grada. Ova dva stupa su označavali neku vrst vrata za službeni ulazak u Veneciju, kad nije bilo službenih gostiju u gradu, kockanje je bilo dopuštenu u prostoru između stupova. To je također bilo mjesto za javna smaknuća u Veneciji.
Od 1480. godine postavljena su tri brodska jarboli na rivi Piazzette. Na njima se vijore zastave sv. Marka za venecijanskih svetkovina i blagdana.
Prekoputa malog zaljeva (Bacino di San Marco) nalazi se Punta della Salute (Rt od Zdravlja) na njoj se nalazi lijepa crkva arhitekta Baldassarea Longhene - Santa Maria della Salute i zgrada Dogana di mare (Zgrada Carine).

### Poplave na trgu
Trg sv. Marka je najniža točka na otoku Venecija, zbog tog je prvi dio grada koji poplavi za vrijeme visokih voda Acqua Alta, pojava za olujnih nevera s Jadrana, ili za učestalih i jakih kiša (u jesen ili proljeće). Tad kanalizacioni sustav ispod trga, umjesto da odvodi vode s plohe trga u Veliki kanal, radi potpuno obrnuto - dovodi vode iz kanala(koje su više) na plohu trga (koji je tad niži).

## Znamenitosti i muzeji smješteni na trgu
- bazilika svetog Marka (Basilica di San Marco)
- zvonik bazilike sv. Marka (Campanile)
- stupovi sv. Marka i sv. Teodora
- Nacionalna knjižnica sv. Marka (Biblioteca Marciana)
- Loža zvonika (Loggetta del Campanile)
- Muzej Correr
- Arheološki muzej
- Duždeva palača (Palazzo Ducale)
- Prokurative
- riznica bazilike svetog Marka (Basilica di San Marco)
- toranj sa satom (Torre dell'orologio)
- Caffè Florian

## Galerija slika starih majstora koji su oslikali trg
- Canaletto
- Camille Corot
- Francesco Guardi
- Canaletto
- Gentile Bellini
- Antonio Canal
- Francesco Guardi

## Vanjske poveznice
- Galerija slika s Trga sv. Marka s portala it imagetourist  Arhivirana inačica izvorne stranice od 29. svibnja 2009. (Wayback Machine)
- Trg sv. Marka Virtual Reality
- Satelitske snimke trga naGoogle Maps
- fotogalerija Trga sv. Marka  Arhivirana inačica izvorne stranice od 28. rujna 2007. (Wayback Machine)
- Film o trgu
- Interaktivna panoramska slika trga  Arhivirana inačica izvorne stranice od 10. srpnja 2011. (Wayback Machine)